# Tvåtjärnarna (Voxna socken, Hälsingland)
Tvåtjärnarna är en sjö i Ovanåkers kommun i Hälsingland och ingår i Ljusnans huvudavrinningsområde. Sjön har en area på 0,0485 kvadratkilometer och ligger 219 meter över havet.

## Delavrinningsområde
Tvåtjärnarna ingår i det delavrinningsområde (680508-148854) som SMHI kallar för Ovan 680478-148799. Medelhöjden är 218 meter över havet och ytan är 0,64 kvadratkilometer. Det finns inga avrinningsområden uppströms utan avrinningsområdet är högsta punkten. Vattendraget som avvattnar avrinningsområdet har biflödesordning 3, vilket innebär att vattnet flödar genom totalt 3 vattendrag innan det når havet efter 113 kilometer. Avrinningsområdet består mestadels av skog (77 procent) och sankmarker (16 procent). Avrinningsområdet har 0,05 kvadratkilometer vattenytor vilket ger det en sjöprocent på 7,6 procent.